# Jean-Louis Baudouin
Pour les articles homonymes, voir Baudouin.
Jean-Louis Baudouin est un avocat et professeur de droit québécois né en 1938 à Boulogne-Billancourt (France) . Il compte à son actif une longue carrière universitaire de 1962 à 1989 avant d’être nommé juge à la Cour d'appel du Québec entre 1989 et 2008 . Il est considéré comme un juriste de renom .
En entrevue à Radio-Canada, il affirme qu'il est de la onzième génération d'avocat de sa famille d'origine française. Son arrière-grand-père Manuel-Achille Baudouin a notamment contribué à faire acquitter Alfred Dreyfus. Sa fille Christine Baudouin est aussi devenue juge.

## Généalogie
- Louis Baudouin (1814-1886), procureur général
  - Manuel-Achille Baudouin (1846-1917), procureur général durant l'Affaire Dreyfus et premier président de la Cour de cassation de 1911 à 1917.
    - Manuel Léon Jules Baudouin[source insuffisante] (1874-?)
      - Louis Baudouin (1902-1969), professeur à la faculté de droit de l'Université McGill
        - Jean-Louis Baudouin (1938-)
          - Christine Baudouin, juge à la Cour d'appel du Québec

  - Edgar Baudouin (1848-?), juge

## Distinctions
- 1979 - Membre de la Société royale du Canada
- 1988 - Médaille du Barreau de la province de Québec
- 1991 - Membre de l'Académie des lettres du Québec
- 2012 -  Grand officier de l'Ordre national du Québec
- 2014 -  Officier de l'Ordre du Canada

## Publications
- La responsabilité civile
- Les obligations